# Richard Chelimo
Richard Chelimo (Kenia, 21 de abril de 1972-15 de agosto de 2001) fue un atleta keniano, especializado en la prueba de 10000 m en la que llegó a ser subcampeón mundial en 1991.y sub  campeón olimpico Barcelona 1992

## Carrera deportiva
En el Mundial de Tokio 1991 ganó la medalla de plata en los 10000 metros, corriéndolos en un tiempo de 27:39.41 segundos, llegando a meta tras su compatriota el también keniano Moses Tanui y por delante del marroquí Khalid Skah.